# Ptecticus kambangensis
Ptecticus kambangensis är en tvåvingeart som beskrevs av Meijere 1914. Ptecticus kambangensis ingår i släktet Ptecticus och familjen vapenflugor. Inga underarter finns listade i Catalogue of Life.